# 武内崇
武内 崇（たけうち たかし、1973年8月28日 - ）は、日本のイラストレーター、同人作家。TYPE-MOON代表。有限会社ノーツ代表取締役。
本名は竹内 友崇（たけうち ともたか）。千葉県八千代市出身。アニメ製作の際には役職によって名義を同時に使い分けている。キャラクター原案などの活動は武内名義、プロデューサーなどの活動は竹内名義となる。

## 略歴
漫画家時代
当初は漫画家を目指しており、1996年に第3回エニックス21世紀マンガ大賞で「武内崇」名義にて『F』で佳作受賞、月刊少年キャプテン1996年6月号「TOKUMAコミック大賞」募集ページにイラスト掲載、月刊少年ガンガンWING1997年冬季号で短編『勇者部ただいま活動中！！』を遺すものの、定着は出来なかった。
社会人時代
コンパイルでCGグラフィックの仕事をしていたが、同社が1998年に和議法を申請したため退社した。先輩のつてを頼りに、東京にあるアーケードゲーム開発中心の会社（ライジング）に再就職し、格闘ゲームやシューティングゲームのモーションデザインをする。
同人サークルの運営
中学時代からの友人である奈須きのこと同人サークル「竹箒」を結成した。これにコンパイル時代の元同僚であるプログラマー清兵衛と作曲家Kateが加わると、2000年に同人サークル「TYPE-MOON」に発展し、『月姫』を制作する。制作開始後、ホームページ竹箒で知り合いであったOKSGが、雑用およびサークルホームページ管理として加わる。
『月姫』製作中も前述の会社には勤めていたため、帰宅すると朝4時まで『月姫』を制作する生活を行っていた。仕事と同人作家の二足のわらじを履きながら、7ヶ月かけてグラフィック総数約400枚を仕上げる。『月姫』時代は東京都大田区に住んでいた。
ゲーム制作会社設立
2003年にTYPE-MOONを法人化する形でゲーム制作会社「ノーツ」を設立し（TYPE-MOONはそのブランドに）、代表に就任。

## 人物
メイド好き、アルトリア顔好き
極度のメイド好きで、『月姫』や『Fate/stay night』でメイドが登場するのは、彼の嗜好である。
『Fate/stay night』のセイバーは特に気に入っており、彼女の顔をベースにした派生キャラクター、通称アルトリア顔サーヴァントが大量に作られるようになった。その結果「セイバー系ヒロインを殺す」ことを目的に動くアルトリア顔の少女謎のヒロインXが誕生した。
自画像と愛称
自画像は「作務衣を着た熱血野郎」として描かれ、『MELTY BLOOD』ではメカヒスイを選択した時に、極めて低い確率ながらその姿を見ることが出来る。TYPE-MOON社内、および同人誌即売会等の場では「武ちゃん」の愛称で親しまれている。
影響を受けた作品
好きな絵描きは内藤泰弘、赤井孝美、田島昭宇、冨樫義博。一時期『幽☆遊☆白書』に影響を受けた。中学生時代には石川賢の漫画版『魔界転生』より奈須と共に多大な影響を受ける。石ノ森章太郎のファンでもある。他にも漫画『ヒカルの碁』の登場キャラクター藤崎あかりをモデルとして、『月姫』の弓塚さつきを造形するなど、原画家として漫画から影響を受けている。またアニメからの影響も受けてもおり、『Fate/hollow ataraxia』に登場するキャラクターのカレン・オルテンシアは『新世紀エヴァンゲリオン』の綾波レイ、バゼット・フラガ・マクレミッツは『妖獣都市』の麻紀絵などアニメのキャラクターよりインスピレーションを得ている。

## 主な作品

### ゲーム
- 『月姫』シリーズ（キャラクターデザイン）
- 『Fate/stay night』シリーズ（キャラクターデザイン）
- 『Fate/hollow ataraxia』（キャラクターデザイン、原画）
  - 『とびだせ!トラぶる花札道中記』（イラスト：藤村大河、ブルマ）
- 『428 〜封鎖された渋谷で〜』（カナン編キャラクターデザイン、総作画監督）
- 『Fate/EXTRA』（キャラクター監修）
- 『魔法使いの夜』（企画、キャラクター原案、グラフィック[6]）
- 『Fate/EXTRA CCC』（キャラクター原案）
- 『Fate/Grand Order』（リードキャラクターデザイナー、アートディレクション、一部キャラクターデザイン[7]）
- 『Fate/Grand Order Waltz in the MOONLIGHT/LOSTROOM』（アートディレクター）
- 『Fate/Samurai Remnant』（デザイン監修[8]、一部キャラクター原案）

### 小説挿絵
- 『空の境界』（著・奈須きのこ / 講談社）
- 『ヴァンパイヤー戦争』（著・笠井潔 / 講談社）
- 『Fate/Zero』（著・虚淵玄 /TYPE-MOON）

### アニメ
- 『真月譚 月姫』（制作：J.C.STAFF / オリジナルキャラクターデザイン）
- 『Fate/stay night』（制作：スタジオディーン / キャラクター原案・プロデューサー・OP1絵コンテ）
- 『劇場版 空の境界 シリーズ』（制作：ufotable / キャラクター原案・プロデューサー）
- 『CANAAN』（制作：P.A.WORKS / キャラクター原案[9]）
- 『劇場版 Fate/stay night UNLIMITED BLADE WORKS』（制作：スタジオディーン/ キャラクター原案・キャラクターデザイン監修・プロデューサー）
- 『Fate/Zero』（制作：ufotable / キャラクター原案・プロデューサー）
- 『お願い！アインツベルン相談室』（制作：ufotable/絵コンテ）
- 『世界征服〜謀略のズヴィズダー〜』（制作：A-1 Pictures / チーフプロデューサー）
- 『ディーふらぐ!』（第1話エンドカード）
- 『Fate/stay night [Unlimited Blade Works]』（制作：ufotable / キャラクター原案・プロデューサー）
- 『Fate/Grand Order -First Order-』（制作：Lay-duce/ キャラクター原案・企画）
- 『劇場版 Fate/stay night [Heaven's Feel] 』（制作：ufotable/ キャラクター原案・プロデューサー）
- 『Fate/Grand Order -MOONLIGHT/LOSTROOM-』（制作：Lay-duce/ キャラクター原案・企画）
- 『衛宮さんちの今日のごはん』（制作：ufotable/ 企画・プロデューサー）
- 『ロード・エルメロイII世の事件簿 -魔眼蒐集列車 Grace note-』（制作：TROYCA/ 企画）
- 『Fate/Grand Order -絶対魔獣戦線バビロニア-』（制作：CloverWorks/ リードキャラクターデザイナー）
- 『アイゼンフリューゲル』（制作：A-1 Pictures / キャラクター原案）[10]

### 漫画
- 『F』
- 『勇者部ただいま活動中！！』
- 『空の境界 未来福音』

### 画集
- 『空の境界 the Garden of sinners 全画集+未来福音 extra chorus』（2013年10月 星海社）
- 『Return to AVALON -武内崇 Fate ART WORKS-』（2019年12月 KADOKAWA）

### その他
- コラム『上遠野浩平のBeyond Grudging Moment』 - 著・上遠野浩平。挿絵を担当。講談社『ファウスト』にて連載。
- 『ONE 〜輝く季節へ〜コミックアンソロジー2』ムービック - 『ONE 〜輝く季節へ〜』の川名みさきと深山雪見の友情を描いた作品。
  - 演劇部にこっそり『月姫』のシエル、秋葉が描かれている。
- 『かんなぎ』 - 1巻にて作者の武梨えりとの合作ピンナップ
- コミックマーケット100カタログ表紙イラスト[11]